# Liga I 2016-17
La Liga I 2016-17 fue la 99.ª temporada de la Liga I, la primera división del sistema de ligas del fútbol rumano. La temporada comenzó el 22 de julio de 2016 y terminó el 5 de junio de 2017. Para esta edición participaran 14 equipos.
Al final de la temporada, el club campeón y subcampeón se clasificaron para la Liga de Campeones de la UEFA 2017-18, mientras que los equipos que acaben en tercer y cuarto lugar se clasificaron para la fase de clasificación de la UEFA Europa League 2017-18. Un tercer cupo a la UEFA Europa League 2017-18 fue para el vencedor de la Copa de Rumania.

## Formato
Esta es la segunda edición en la que el torneo está formado de tres partes:
- Temporada regular: Se integra por 26 jornadas.
- Ronda de campeonato: Se integra por 10 jornadas.
- Ronda de descenso: Se integra por 14 jornadas.

### Temporada regular
En esta fase participan los 14 clubes de la Liga I jugando todos contra todos durante las 26 jornadas respectivas, a partidos de ida y vuelta.

### Ronda de campeonato
En esta fase participaran los 6 clubes mejor ubicados en la tabla general al término de la temporada regular, jugaran todos contra todos durante 10 jornadas a partidos de ida y vuelta.
Los equipos comienzan la Ronda de campeonato con sus puntos de la temporada regular reducido a la mitad, redondeado hacia abajo.
El club con más puntos al término de la ronda de campeonato se proclamará campeón, y tiene derecho a disputar la Liga de Campeones de la UEFA, partiendo de la tercera fase de clasificación al igual que el equipo que termine en segundo lugar. El tercero jugará la UEFA Europa League desde la tercera ronda preliminar, al igual que el campeón de la Copa de Rumania, mientras que el cuarto también se clasifica y partirá de la segunda ronda.

### Ronda de descenso
En esta fase participaran los 8 clubes peor ubicados en la tabla general al término de la temporada regular, jugaran todos contra todos durante 14 jornadas a partidos de ida y vuelta.
Los equipos comienzan la ronda de descenso con sus puntos de la temporada regular reducido a la mitad, redondeado hacia abajo.
El ganador de la ronda de descenso termina séptimo en la clasificación general de la temporada, el equipo de segundo puesto - octavo, y así sucesivamente, con el último equipo colocado en la ronda de descenso siendo el 14a.
El 12° lugar: entra a Play-offs con un equipo de la Liga II para un lugar en la temporada 2017/18 de la Liga I.
El 13° y 14° lugar descienden automáticamente a la Liga II.

## Ascensos y descensos
| Pos. | de la Liga I 2015-16 |
| ---- | -------------------- |
| 14.º | Petrolul Ploiești    |

| Pos. | de la Liga II 2015-16 |
| ---- | --------------------- |
| 1.º  | Gaz Metan Mediaș      |

## Equipos
| Club                  | Ciudad      | Estadio                            | Capacidad |
| --------------------- | ----------- | ---------------------------------- | --------- |
| Astra Giurgiu         | Giurgiu     | Stadionul Marin Anastasovici       | 8 500     |
| Botosani              | Botoșani    | Stadionul Municipal (Botoșani)     | 12 000    |
| CFR Cluj              | Cluj-Napoca | Stadionul Dr. Constantin Rădulescu | 23 500    |
| Concordia Chiajna     | Chiajna     | Stadionul Concordia                | 5123      |
| CSMS Iaşi             | Iași        | Stadionul Emil Alexandrescu        | 11 390    |
| Dinamo București      | Bucarest    | Stadionul Dinamo                   | 15 032    |
| Gaz Metan Mediaș      | Mediaș      | Stadionul Gaz Metan                | 7814      |
| Pandurii Târgu Jiu    | Târgu Jiu   | Stadionul Municipal                | 20 054    |
| Poli Timișoara        | Timişoara   | Stadionul Dan Păltinișanu          | 32 972    |
| Steaua București      | Bucarest    | Arena Națională                    | 55 634    |
| Târgu Mureș           | Târgu Mureș | Stadionul Trans-Sil                | 8000      |
| Universitatea Craiova | Craiova     | Stadionul Extensiv                 | 7000      |
| Viitorul Constanța    | Constanța   | Stadionul Viitorul (Ovidiu)        | 4500      |
| Voluntari             | Voluntari   | Stadionul Anghel Iordănescu        | 4600      |

## Temporada regular

### Tabla de posiciones
| Pos. | Equipo                | Pts. | PJ | G  | E | P  | GF | GC | Dif. | Clasificación            |
| ---- | --------------------- | ---- | -- | -- | - | -- | -- | -- | ---- | ------------------------ |
| 1    | Viitorul Constanța    | 51   | 26 | 16 | 3 | 7  | 39 | 22 | +17  | Ronda por el campeonato  |
| 2    | Steaua Bucureşti      | 47   | 26 | 13 | 8 | 5  | 34 | 22 | +12  | Ronda por el campeonato  |
| 3    | Astra Giurgiu         | 44   | 26 | 13 | 5 | 8  | 32 | 28 | +4   | Ronda por el campeonato  |
| 4    | CFR Cluj              | 43   | 26 | 14 | 7 | 5  | 42 | 23 | +19  | Ronda por el campeonato  |
| 5    | Universitatea Craiova | 43   | 26 | 13 | 4 | 9  | 36 | 26 | +10  | Ronda por el campeonato  |
| 6    | Dinamo Bucureşti      | 41   | 26 | 12 | 5 | 9  | 40 | 33 | +7   | Ronda por el campeonato  |
| 7    | Gaz Metan Mediaș      | 39   | 26 | 10 | 9 | 7  | 36 | 27 | +9   | Ronda por la permanencia |
| 8    | Botosani              | 32   | 26 | 9  | 5 | 12 | 30 | 31 | −1   | Ronda por la permanencia |
| 9    | Voluntari             | 30   | 26 | 8  | 6 | 12 | 30 | 37 | −7   | Ronda por la permanencia |
| 10   | CSMS Iaşi             | 29   | 26 | 8  | 5 | 13 | 28 | 31 | −3   | Ronda por la permanencia |
| 11   | Concordia Chiajna     | 25   | 26 | 6  | 7 | 13 | 17 | 32 | −15  | Ronda por la permanencia |
| 12   | Pandurii Târgu Jiu    | 19   | 26 | 6  | 7 | 13 | 24 | 42 | −18  | Ronda por la permanencia |
| 13   | Poli Timisoara        | 14   | 26 | 7  | 7 | 12 | 25 | 42 | −17  | Ronda por la permanencia |
| 14   | Târgu Mureș           | 12   | 26 | 5  | 6 | 15 | 20 | 37 | −17  | Ronda por la permanencia |

Actualizado a los partidos jugados el 6 de marzo de 2017.
 Fuente: FRF, Soccerway
Notas:
1. ↑  CFR Cluj se le dedujeron 6 puntos por no cumplir con los requisitos de licencia.[3]
2. ↑  Pandurii Târgu Jiu se le dedujeron 6 puntos, (3 por no cumplir con los requisitos de licencia, 3 por penalización).[4]
3. ↑  Poli Timisoara se le dedujeron 14 puntos, (8 por no obtener suficientes puntos la temporada anterior, 6 puntos por no cumplir con los requisitos de licencia).[5][6]
4. ↑  Târgu Mureș se le dedujeron 9 puntos por no cumplir con los requisitos de licencia.[3]

### Resultados
| Local \ Visitante     | AST | BOT | CFR | CON | CSM | DIN | GAZ | PAN | POL | STE | TAR | UNI | VII | VOL |
| --------------------- | --- | --- | --- | --- | --- | --- | --- | --- | --- | --- | --- | --- | --- | --- |
| Astra Giurgiu         | —   | 3–0 | 1–2 | 1–1 | 1–0 | 1–4 | 0–2 | 2–0 | 3–1 | 1–0 | 1–0 | 1–2 | 1–0 | 1–1 |
| Botosani              | 0–0 | —   | 3–1 | 1–1 | 1–3 | 2–1 | 0–0 | 3–1 | 2–0 | 0–2 | 4–2 | 1–0 | 1–2 | 0–1 |
| CFR Cluj              | 5–1 | 1–0 | —   | 2–0 | 1–0 | 0–0 | 1–1 | 0–1 | 2–2 | 1–1 | 2–0 | 0–0 | 1–0 | 5–0 |
| Concordia Chiajna     | 1–3 | 0–2 | 1–2 | —   | 0–0 | 2–1 | 1–0 | 0–0 | 0–2 | 1–0 | 1–2 | 0–0 | 1–2 | 0–4 |
| CSMS Iaşi             | 2–3 | 0–1 | 1–2 | 1–0 | —   | 3–1 | 3–1 | 3–2 | 0–1 | 0–2 | 0–0 | 2–1 | 0–0 | 1–2 |
| Dinamo Bucureşti      | 2–2 | 1–0 | 0–2 | 0–1 | 3–1 | —   | 1–1 | 4–0 | 2–1 | 3–1 | 1–0 | 2–1 | 1–2 | 3–1 |
| Gaz Metan Mediaș      | 0–1 | 0–0 | 1–2 | 3–1 | 2–1 | 4–0 | —   | 1–3 | 1–1 | 1–1 | 2–1 | 2–2 | 2–1 | 1–0 |
| Pandurii Târgu Jiu    | 0–0 | 2–1 | 1–1 | 0–1 | 1–1 | 0–2 | 2–5 | —   | 2–2 | 0–1 | 1–0 | 2–1 | 0–1 | 1–1 |
| Poli Timisoara        | 2–0 | 0–5 | 1–1 | 1–1 | 2–1 | 1–2 | 1–1 | 1–3 | —   | 0–1 | 0–1 | 3–2 | 1–0 | 1–0 |
| Steaua Bucureşti      | 1–0 | 0–0 | 1–2 | 1–0 | 1–1 | 1–1 | 0–1 | 3–1 | 1–0 | —   | 1–1 | 2–1 | 2–0 | 2–2 |
| Târgu Mureș           | 0–2 | 2–0 | 1–3 | 0–1 | 0–3 | 2–1 | 1–3 | 3–0 | 0–0 | 1–1 | —   | 0–2 | 0–2 | 0–0 |
| Universitatea Craiova | 0–1 | 1–0 | 2–1 | 1–1 | 2–0 | 2–1 | 1–0 | 2–1 | 2–0 | 1–2 | 2–1 | —   | 2–1 | 5–0 |
| Viitorul Constanța    | 1–0 | 3–1 | 2–1 | 2–1 | 1–0 | 1–1 | 1–1 | 3–0 | 5–0 | 1–3 | 3–1 | 2–0 | —   | 2–1 |
| Voluntari             | 1–2 | 4–2 | 2–1 | 1–0 | 0–1 | 1–2 | 1–0 | 0–0 | 4–1 | 2–3 | 1–1 | 0–1 | 0–1 | —   |

## Ronda por el campeonato

### Tabla de posiciones
Para esta ronda los clubes comienzan con sus puntos reducidos a la mitad y sin ningún récord de la fase anterior.
| Pos. | Equipo                 | Pts. | PJ | G | E | P | GF | GC | Dif. | Clasificación 2017-18                 |
| ---- | ---------------------- | ---- | -- | - | - | - | -- | -- | ---- | ------------------------------------- |
| 1    | Viitorul Constanța (C) | 44   | 10 | 5 | 3 | 2 | 12 | 8  | +4   | Tercera ronda de la Liga de Campeones |
| 2    | Steaua Bucureşti       | 44   | 10 | 6 | 2 | 2 | 15 | 7  | +8   | Tercera ronda de la Liga de Campeones |
| 3    | Dinamo Bucureşti       | 40   | 10 | 5 | 4 | 1 | 15 | 8  | +7   | Tercera ronda de la Liga Europa       |
| 4    | CFR Cluj               | 33   | 10 | 3 | 2 | 5 | 8  | 14 | −6   |                                       |
| 5    | Astra Giurgiu          | 27   | 10 | 1 | 2 | 7 | 10 | 17 | −7   | Tercera ronda de la Liga Europa       |
| 6    | Dinamo Bucureşti       | 40   | 10 | 5 | 4 | 1 | 15 | 8  | +7   | Segunda ronda de la Liga Europa       |

Actualizado a los partidos jugados el 13 de mayo de 2017.
 Fuente: FRF, Soccerway
Notas:
1. ↑  CFR Cluj no pudo obtener una licencia de la UEFA, después de solicitar la insolvencia en 2015.[7][8]
2. ↑  Dado que el ganador de la Copa de Rumanía 2016-17, el Voluntari no obtuvieron una licencia de la UEFA, el cupo para la Tercera ronda de la Liga Europa 2016-17, paso al mejor equipo con licencia, en este caso el quinto clasificado, y el cupo para la Segunda ronda paso al sexto clasificado.

### Resultados
| Local \ Visitante     | AST | CFR | DIN | STE | UNI | VII |
| --------------------- | --- | --- | --- | --- | --- | --- |
| Astra Giurgiu         | —   | 0–1 | 1–2 | 0–1 | 0–0 | 1–2 |
| CFR Cluj              | 3–2 | —   | 0–3 | 0–0 | 0–3 | 0–0 |
| Dinamo Bucureşti      | 1–1 | 2–0 | —   | 2–1 | 0–0 | 2–1 |
| Steaua Bucureşti      | 3–0 | 2–0 | 2–1 | —   | 3–0 | 1–1 |
| Universitatea Craiova | 1–3 | 1–4 | 2–2 | 0–1 | —   | 0–1 |
| Viitorul Constanța    | 3–2 | 1–0 | 0–0 | 3–1 | 0–1 | —   |

## Ronda por la permanencia

### Tabla de posiciones
Para esta ronda los clubes comienzan con sus puntos reducidos a la mitad y sin ningún récord de la fase anterior.
| Pos. | Equipo             | Pts. | PJ | G | E | P | GF | GC | Dif. | Descenso 2017-18        |
| ---- | ------------------ | ---- | -- | - | - | - | -- | -- | ---- | ----------------------- |
| 1    | CSMS Iaşi          | 43   | 14 | 7 | 7 | 0 | 16 | 5  | +11  |                         |
| 2    | Gaz Metan Mediaș   | 39   | 14 | 4 | 7 | 3 | 17 | 11 | +6   |                         |
| 3    | Voluntari          | 37   | 14 | 6 | 4 | 4 | 17 | 16 | +1   |                         |
| 4    | Botosani           | 33   | 14 | 4 | 5 | 5 | 15 | 12 | +3   |                         |
| 5    | Concordia Chiajna  | 29   | 14 | 4 | 4 | 6 | 14 | 18 | −4   |                         |
| 6    | Poli Timisoara (O) | 27   | 14 | 5 | 5 | 4 | 16 | 14 | +2   | Play-off de permanencia |
| 7    | Pandurii Târgu Jiu | 27   | 14 | 4 | 5 | 5 | 12 | 18 | −6   | Descenso a Liga II      |
| 8    | Târgu Mureș        | 14   | 14 | 1 | 5 | 8 | 5  | 18 | −13  | Descenso a Liga II      |

Actualizado a los partidos jugados el 5 de junio de 2017.
 Fuente: FRF, Soccerway

### Resultados
| Local \ Visitante  | BOT | CON | CSM | GAZ | PAN | POL | TAR | VOL |
| ------------------ | --- | --- | --- | --- | --- | --- | --- | --- |
| Botosani           | —   | 1–1 | 0–1 | 0–0 | 2–1 | 1–2 | 2–0 | 3–0 |
| Concordia Chiajna  | 2–1 | —   | 0–0 | 1–1 | 0–1 | 3–1 | 2–0 | 0–2 |
| CSMS Iaşi          | 2–1 | 3–1 | —   | 1–0 | 3–0 | 1–0 | 0–0 | 1–1 |
| Gaz Metan Mediaș   | 0–0 | 3–0 | 0–2 | —   | 3–1 | 2–2 | 2–0 | 4–1 |
| Pandurii Târgu Jiu | 1–1 | 3–2 | 0–0 | 0–0 | —   | 1–3 | 1–0 | 1–3 |
| Poli Timisoara     | 1–1 | 0–0 | 1–1 | 1–0 | 0–1 | —   | 3–1 | 1–0 |
| Târgu Mureș        | 0–2 | 2–1 | 1–1 | 0–0 | 0–0 | 0–0 | —   | 0–2 |
| Voluntari          | 1–0 | 0–1 | 0–0 | 2–2 | 1–1 | 2–1 | 2–1 | —   |

## Play-off de permanencia
| Equipo 1       | Agr. | Equipo 2 | Ida | Vuelta |
| -------------- | ---- | -------- | --- | ------ |
| Poli Timisoara | 5–2  | UTA Arad | 2–1 | 3–1    |

## Goleadores
Actualizado al 5 de junio de 2017
| Rank | Jugador          | Club                              | Goles |
| ---- | ---------------- | --------------------------------- | ----- |
| 1    | Azdren Llullaku  | Gaz Metan Mediaș                  | 16    |
| 2    | Cristian Bud     | CFR Cluj                          | 11    |
| 2    | Aurelian Chițu   | Viitorul Constanța                | 11    |
| 2    | Adam Nemec       | Dinamo București                  | 11    |
| 2    | Denis Alibec     | Astra Giurgiu/Steaua București    | 11    |
| 2    | Andrei Cristea   | CSM Iași                          | 11    |
| 7    | Harlem Gnohéré   | Dinamo București/Steaua București | 10    |
| 8    | Mircea Axente    | Gaz Metan Mediaș                  | 9     |
| 8    | Fernando Boldrin | Astra Giurgiu/Steaua București    | 9     |
| 8    | Adrian Bălan     | Voluntari                         | 9     |